# Tim Dudgeon
Timothy „Tim“ Dudgeon (* 17. Juli 1968 in Canterbury) ist ein ehemaliger britischer Freestyle-Skier. Er startete in den Buckelpisten-Disziplinen Moguls und Dual Moguls.
Dudgeon nahm in der Saison 1995/96 und 1996/97 am Europacup teil und erreichte dabei im Februar 1997 am Monte Tamaro mit dem 11. Platz im Moguls seine beste Platzierung in dieser Wettbewerbsserie. Er startete von 1996 bis 1998 bei drei Weltcups und errang in Tignes sowie in Meiringen-Hasliberg mit dem 33. Platz im Dual Moguls sein bestes Ergebnis im Weltcup. Letztmals international trat er bei den Olympischen Winterspielen 1998 in Nagano in Erscheinung, wobei er den 28. Platz im Moguls errang.